# سيمون ريتشاردسون
سيمون ريتشاردسون (بالإنجليزية: Simon Richardson)‏ هو دراج بريطاني، ولد في 21 يونيو 1983 في برستل في المملكة المتحدة.

## وصلات خارجية
- سيمون ريتشاردسون على موقع أرشيف الدراجات (الإنجليزية)
- سيمون ريتشاردسون على موقع إحصائيات الدراجات الإحترافية (الإنجليزية)
- سيمون ريتشاردسون على موقع نسبة الدراجات (الإنجليزية)